# Intensive sozialpädagogische Einzelbetreuung
Die Intensive sozialpädagogische Einzelbetreuung (auch kurz ISE, INSPE oder Flex) ist eine Form der Hilfe für Jugendliche nach § 35 des Kinder- und Jugendhilfegesetz (SGB VIII). In der Regel wendet sich dieses Angebot an Jugendliche, die von anderen Angeboten der Jugendhilfe nicht erreicht werden.
Die intensive sozialpädagogische Einzelbetreuung befasst sich in der Regel mit nur einem Jugendlichen, wobei die konkrete Ausformung des Hilfeangebotes im Vergleich zu anderen Betreuungsangeboten (wie beispielsweise Heimerziehung) wesentlich weniger vorgegeben ist. Die Ausgestaltung der Betreuung ist Resultat des Hilfeplanverfahrens. Die Qualifikation der Durchführenden soll ein Abschluss in Sozialpädagogik oder ein entsprechender anderer anerkannter Abschluss sein.
In der Regel haben die Jugendlichen, die mit diesem Angebot betreut werden, schon andere Formen der Jugendhilfe erlebt – konnten aber in diesen nicht angemessen betreut werden. Dazu zählen zum Beispiel Straßenkinder, Psychiatriegeschädigte, Stricher oder andere Außenseiter. Die Hilfe kann sowohl aufsuchend (auf der Straße oder in den jeweiligen Unterschlüpfen) oder auch ganz außerhalb des Lebensumfeldes der Jugendlichen (zum Beispiel im Ausland, auf Schiffen usw.) stattfinden. Dabei ist es jeweils Ziel der Betreuung, mit dem oder der Jugendlichen Perspektiven für das weitere Leben zu erarbeiten. Dazu kann es auch gehören, zu einem geeigneten Zeitpunkt eine Wohnung anzumieten und die Hilfe ähnlich dem „betreuten Einzelwohnen“ anzubieten.
Der Umfang der Hilfe sollte zwölf Wochenstunden nicht unterschreiten, weil sonst der Aspekt der Intensität nicht gewährt ist. Bei der häufig beziehungsgeschädigten Klientel ist eine hohe Zahl von Kontakten in der Regel notwendig, um eine Beziehung als Grundlage der Betreuung aufzubauen. Angesichts der schlechten Haushaltssituation vieler Kommunen wird diese Stundenzahl aber oft unterlaufen und die „Intensive sozialpädagogische Einzelbetreuung“ mit wenigen Kontaktstunden als kostengünstiger Ersatz für andere Betreuungsangebote missbraucht.
Auch sogenannte Reiseprojekte gehören zu den ISE-Maßnahmen. Hierbei sind Jugendliche im In- oder Ausland mehrere Wochen bis Monate unterwegs zu Fuß mit Rucksack, mit dem Fahrrad oder Wohnmobil. Oftmals steht dabei das Outdoor-Setting im pädagogischen Vordergrund.
Mit der Hilfe verbunden ist die Regelleistung für den Lebensunterhalt des Jugendlichen nach § 39 SGB VIII. Hinzukommen kann noch die Übernahme weiterer Kosten wie der Miete bei der Betreuung in einer Wohnung oder Reisekosten bei erlebnispädagogischer Ausrichtung. Angesichts der intensiven Arbeit sollte bei einem solchen Angebot auch Fallsupervision gewährt werden.
Nach einer Grundsatzentscheidung des Bundesfinanzhofs sind entsprechende Leistungen auf Seiten der Betreuenden von der Einkommensteuer befreit, zumindest sofern nur eine jugendliche Person in den Haushalt des Betreuenden aufgenommen wird.